# Sophia Eckerson

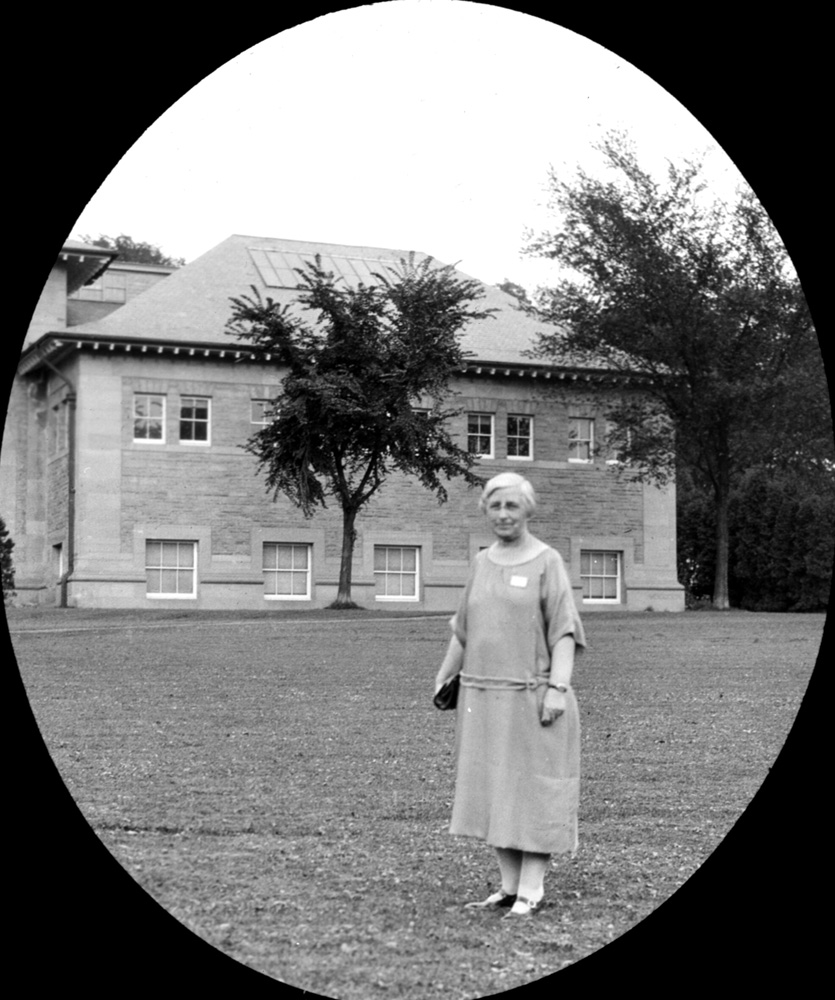
Sophia Eckerson auf dem Internationalen Kongress der Pflanzenwissenschaften in Ithaca, New York, im August 1926

Sophia Hennion Eckerson (* 5. August 1866 in Old Tappan, New Jersey; † 19. Juli 1954 in Winchester, Connecticut) war eine US-amerikanische Botanikerin und Hochschullehrerin. Sie lehrte an der University of Chicago und war für ihre Arbeit zur Beobachtung chemischer Veränderungen während der Pflanzenentwicklung bekannt.

## Leben und Werk

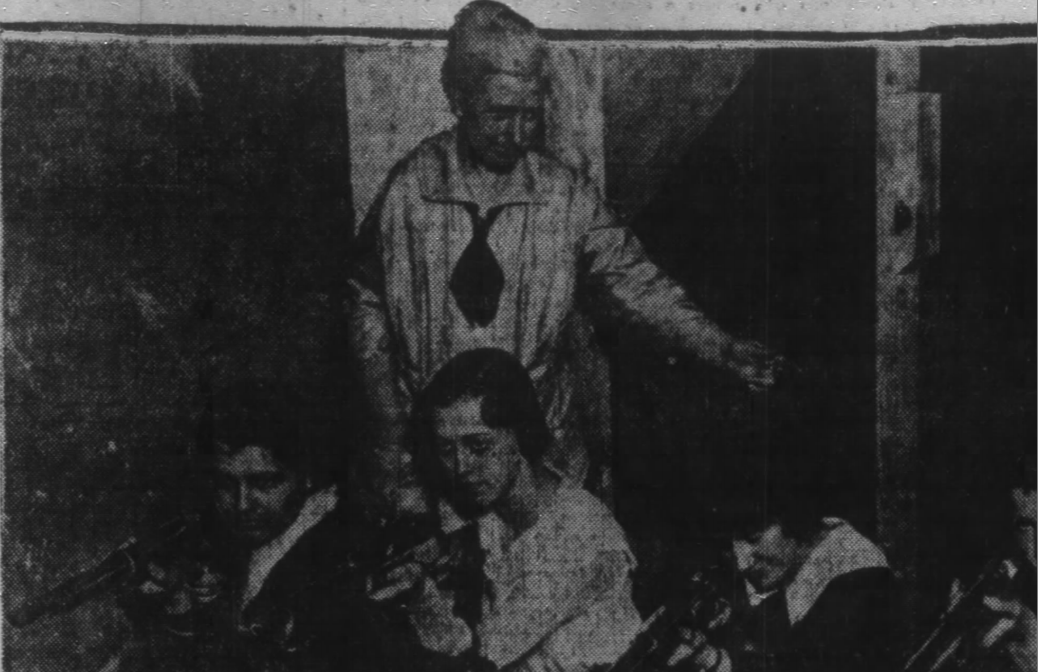
Sophia Eckerson bringt 1917 weiblichen Angestellten der University of Chicago das Gewehrschießen bei

Eckerson war die Tochter von Albert Bogert Eckerson und Ann Hennion Eckerson. Sie studierte am Smith College in Northampton, Massachusetts, wo sie 1905 einen Bachelor-Abschluss und 1907 einen Master-Abschluss erhielt. 1911 promovierte sie an der University of Chicago  mit der Dissertation: A Physiological and Chemical Study of After-ripening.
Anschließend arbeitete sie bis 1915 als Assistentin in der Pflanzenphysiologie an der University of Chicago, wo sie dann bis 1920 Dozentin war. Während dieser Zeit arbeitete sie auch als Mikrochemikerin am Washington State College. Ab 1919 setzte sie ihre Arbeit als Mikrochemikerin beim Bureau of Plant Industry des US-Landwirtschaftsministeriums fort und arbeitete von 1921 bis 1923 mit der University of Wisconsin zusammen.
Sie war Gründungsmitglied des Boyce Thompson Institute in New York und dort von 1923 bis 1940 als Pflanzenmikrochemikerin tätig und von 1935 bis 1936 Vorsitzende der Physiologischen Sektion der Botanical Society of America. 1940 ging sie in den Ruhestand.
Eckerson starb 1954 in Winchester, Litchfield, Connecticut im Alter von 87 Jahren.

## Auszeichnungen (Auswahl)
- 1938: Auszeichnung in der Publikation American Men of Science (6. Auflage) als einer der 1.000 besten Wissenschaftler Amerikas[4]